# Geokichla spiloptera
Geokichla spiloptera là một loài chim trong họ Turdidae.